# Крепен (Тарн)
Крепен (фр. Crespin) насеље је и општина у јужној Француској у региону Миди Пирене, у департману Тарн која припада префектури Алби.
По подацима из 2011. године у општини је живело 124 становника, а густина насељености је износила 8,76 становника/km². Општина се простире на површини од 14,15 km². Налази се на средњој надморској висини од 525 метара (максималној 595 m, а минималној 291 m).

## Демографија
| 1962. | 1968. | 1975. | 1982. | 1990. | 1999. | 2011. |
| ----- | ----- | ----- | ----- | ----- | ----- | ----- |
| 206   | 223   | 183   | 186   | 140   | 121   | 124   |

График промене броја становника у току последњих година